# S. Patricia Becerra
S. Patricia Becerra es una bioquímica peruana especializada en el estudio de la retina. Investiga la estructura y función de las proteínas en relación con el desarrollo de fármacos para combatir la ceguera. Becerra es investigadora principal del National Eye Institute.

## Biografía
Becerra nació en Lima. Asistió a la Pontificia Universidad Católica del Perú antes de completar una licenciatura en ciencias en la Universidad Cayetano Heredia. Recibió su Ph.D. en bioquímica por la Universidad de Navarra en 1979 estudiando las interacciones lípido-proteína de las enzimas mitocondriales hepáticas. Recibió formación de investigación postdoctoral con Samuel H. Wilson en el Instituto Nacional del Cáncer estudiando enzimología de ADN polimerasas y exonucleasas, seguido de capacitación con James A. Rose en el Instituto Nacional de Alergias y Enfermedades Infecciosas (NIAID) en virología molecular de virus adenoasociados. Luego regresó al laboratorio de Wilson como experta para estudiar las relaciones estructura-función de la transcriptasa inversa del VIH.

### Carrera profesional
Becerra se unió al Instituto Nacional del Ojo (NEI) como científica visitante en 1991, se convirtió en investigadora en 1994 y fue ascendida a investigadora principal en 2001 para estudiar la bioquímica del PEDF (factor derivado del epitelio pigmentario. un factor neurotrófico y antiangiogénico de la retina ). Los intereses de su sección están en la estructura de la proteína en relación con la función, con un enfoque en las interacciones de los componentes involucrados en la diferenciación, supervivencia y mantenimiento celular . Su investigación en el NEI ha aplicado estos intereses a los sistemas de la retina. Becerra también investiga la estructura y función de las proteínas en relación con el desarrollo de fármacos para combatir la ceguera.